# 情報通信技術を活用した行政の推進等に関する法律
情報通信技術を活用した行政の推進等に関する法律（じょうほうつうしんぎじゅつをかつようしたぎょうせいのすいしんなどにかんするほうりつ、平成14年12月13日法律第151号） は、行政機関等に係る申請、届出その他の手続等に関し、情報通信の技術を利用する方法に関する法律である。略称はデジタル手続法で、行政手続を原則として全て電子化する目的を掲げていることから、デジタルファースト法とも呼ばれる。2019年の法改正により「行政手続等における情報通信の技術の利用に関する法律」 (行政手続オンライン法) から改称された。
公布:2002年（平成14年）12月13日、施行:2003年（平成15年）2月3日。

## 所管官庁
- デジタル庁省庁業務サービスグループ[2]

2021年8月31日までは総務省行政管理局調査法制課が所管していた。デジタル庁の新設に伴い移管された。

## 概要
デジタル技術を活用し、行政手続等の利便性の向上や行政運営の簡素化・効率化を図るため、行政のデジタル化に関する基本原則及び行政手続の原則オンライン化のために必要な事項等を定める。

## 構成
- 第1章　総則（第1条―第3条）
- 第2章　情報通信技術を活用した行政の推進
  - 第1節　情報システム整備計画等（第4条・第5条）
  - 第2節　手続等における情報通信技術の利用（第6条―第10条）
  - 第3節　添付書面等の省略（第11条）
  - 第4節　特定法人事項変更届出に関する特例（第12条―第14条）
  - 第5節　その他の施策（第15条・第16条）
- 第3章　民間手続における情報通信技術の活用の促進に関する施策（第17条・第18条）
- 第4章　国の公的基礎情報データベースの整備及び改善の推進に関する施策（第19条・第20条）
- 第5章　情報通信技術の効果的な活用の推進に関する施策（第21条―第24条）
- 第6章　雑則（第25条―第28条）
- 附則